# Дереза, Мария Сергеевна
Мария Сергеевна Дереза (1913 — 1996) — звеньевая свиноводческого совхоза «Соревнование» Министерства совхозов СССР, Ленинградский район Краснодарского края. Герой Социалистического Труда (11.02.1949).

## Биография
Родилась в 1913 году в станице Великокняжеской Сальского округа области Войска Донского, ныне город Пролетарск Пролетарского района Ростовской области, в семье крестьянина. Русская.
После окончания 5 классов сельской школы трудилась подсобной рабочей на местном конезаводе.
По путёвке комсомола в 1930 году была направлена на учёбу в Ейск на годичные курсы трактористов. В 1931 году в составе группы комсомольцев приехала в станицу Ленинградскую и была направлена трактористкой в племзавод «Соревнование».
Во время Великой Отечественной войны Мария Сергеевна Дереза самоотверженно трудилась на полях совхоза, работала звеньевой полеводческого звена по выращиванию зерновых, свёклы и кукурузы.
По итогам работы в 1948 году её звеном получен урожай пшеницы 32,3 центнера с гектара на площади 21 гектар.
Указом Президиума Верховного Совета СССР от 11 февраля 1949 года за получение высоких урожаев пшеницы в 1948 году Дерезе Марии Сергеевне присвоено звание Героя Социалистического Труда с вручением ордена Ленина и золотой медали «Серп и Молот». 
Участница ВСХВ и ВДНХ СССР. В последующие годы Мария Сергеевна продолжала трудиться в полеводстве. Ушла из жизни в 1996 году.

## Награды
- Медаль «Серп и Молот» (11.02.1949);
- Орден Ленина (11.02.1949).
- Медаль «В ознаменование 100-летия со дня рождения Владимира Ильича Ленина» (6 апреля 1970)
- Медаль «Ветеран труда»
- медалями ВСХВ и ВДНХ
- и другими
- Отмечена грамотами и дипломами.

## Память

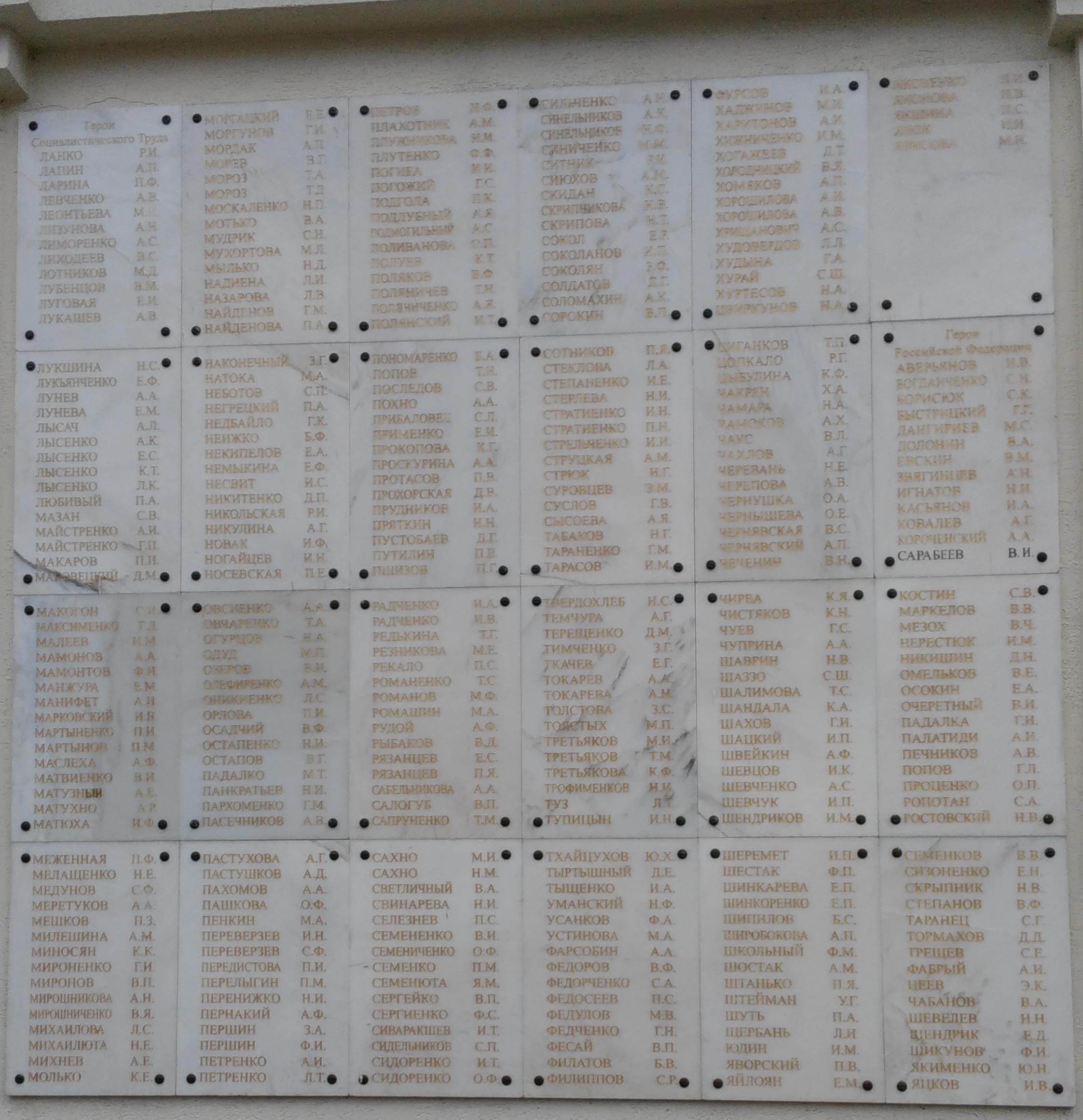
Мемориальная доска с именами Героев Социалистического Труда Кубани и Адыгеи. Краснодар 2017

- На могиле установлен надгробный памятник.
- Имя Героя золотыми буквами вписано на мемориальной доске в Краснодаре.